# 叙利亚反对派
叙利亚反对派（阿拉伯语：المعارضة السورية）是2011年至2024年期間反对阿拉维派的敘利亞復興黨政權，并要求叙利亚前總統巴沙尔·阿萨德下台的政党和团体的总称（也可包括敘利亞內戰期間遜尼派聖戰組織在叙利亚的分支）。2011年阿拉伯之春後，反對派成立“叙利亚国家理事会”，设法得到了西方社会支持並被承认為对话伙伴。2012年11月叙利亚反对派和革命力量全国联盟建立，这个组织被海湾阿拉伯国家合作委员会和阿拉伯国家联盟承认并且视为“叙利亚人民的唯一合法代表”。內戰期間，包括基地組織敘利亞分支和多個世俗反對派武裝之間的多方衝突持續，最終，在沙姆解放組織的組織下，包括敘利亞國民軍，敘利亞自由軍和南方作戰室在內的反對派武裝發動聯合行動，一舉推翻阿薩德政權。2024年12月阿薩德政權垮台後，正式成立第一屆敘利亞過渡政府，並在2025年1月的會議上宣告革命勝利。

## 背景
1963年阿拉伯复兴社会党－叙利亚地区政变夺取政权之后，叙利亚处于紧急状态。1971年以来，叙利亚国家元首一直由阿萨德家族的成员擔任。哈菲兹·阿萨德出任叙利亚总统的时间里，反对阿拉伯复兴社会党政权被禁止；五个主要安全服务机构主要是为了监督政治异议而建立；在紧急状态下，可以不尊重人权或绕过正当程序启动军事程序和戒严；囚犯被羁押在恶劣的环境中並遭受折磨和殴打。2000年6月哈菲兹·阿萨德的儿子巴沙尔·阿萨德出任叙利亚总统，继承了家族独裁统治。当阿拉伯之春爆发后，叙利亚抗议者开始加入和巩固反对派委员会。

## 历史
2013年8月14日，反对派在土耳其伊斯坦布尔举行新闻发布会公布了一项233页的“过渡时期路线图”报告，称报告有助于实现民族和解、建设一个现代化的国家。报告提出了叙利亚在宪法、政治、选举、安全和经济等方面的改革措施以及战后过渡时期的司法框架，并提出将实施混合的总统议会制，以实现国家权力的平衡。同时反对派计划组建一支联合的国家军队，其主要人员来自叙利亚自由军的军官、退役军官以及现役军官。2014年敘利亞反對派-伊斯蘭國衝突。

## 叙利亚反对派和革命力量全国联盟
叙利亚反对派和革命力量全国联盟是反对派团体在2012年组建的新联盟。2012年11月11日，它在卡塔尔多哈建立，它包含多个叙利亚反对派组织，例如叙利亚全国委员会，大马士革伍麦叶清真寺的前伊玛目哈提卜当选为联盟主席，多哈整合动议的反对派领导人利雅得·赛义夫为第一副主席，苏海·阿塔西为第二副主席，穆斯塔法·萨巴格为秘书长。

## 叙利亚全国委员会

1961年至1963年，阿拉伯复兴社会党政变前使用的独立旗帜，现作为叙利亚全国委员会和叙利亚自由军的国旗。

2011年，叙利亚内战爆发后，叙利亚全国委员会随后在土耳其伊斯坦布尔建立。主要领导人是乔治·萨巴拉、伯翰·加利昂、阿卜杜·巴塞特·希达。

### 叙利亚穆斯林兄弟会
叙利亚穆斯林兄弟会，1930年，伊斯兰党成立，1976年到1982年之间，叙利亚伊斯兰起义中建立了穆斯林兄弟会。1980年，该党成员都被判决死罪。巴沙尔·阿萨德政府指责穆斯林兄弟会是内战的罪魁祸首和关键角色。该组织已经从被镇压中死灰复燃，逐步复活，成为起义的主导力量。现任领袖是穆罕默德·里亞德·阿薩非。

### 大马士革宣言
大马士革宣言，2005年成立的反对派。2008年，12名成员被判决入狱。叙利亚社会活动家米切尔·基洛推出声明，叙利亚思想家阿卜杜拉耶·艾迪起草了草稿，叙利亚民主革命家利雅得·赛义夫第一个签约。5个签约的小型反对派组织分别是：阿拉伯民族主义国家民主阵线、库尔德新生活运动、公民社会委员会、库尔德民主阵线和未来阵线。叙利亚正义和发展运动也是签约方之一。2007年到2009年，大多数成员离开了《大马士革宣言》，只剩下一些小派系和独立人士。

#### 全国民主大会
全国民主大会，1980年由5个政党组成，信奉泛阿拉伯主义、阿拉伯民族主义、社会主义，包含阿拉伯社会主义民主联盟、叙利亚民主人民党、阿拉伯革命工人党、阿拉伯社会运动党、阿拉伯民主社会主义复兴社会党。2006年，共产主义劳动党加入联盟，最初他们签署了《大马士革宣言》，但是后来多数成为分裂分子。

### 地方协调委员会
地方协调委员会，是叙利亚的网络反抗组织，2011年叙利亚内战后建立。2011年8月，它们在网络宣传非暴力反抗和反对当地武装抵抗、国际军事干预手段、反对叙利亚政府。领袖是拉赞·扎伊多纳、苏海·阿塔西。

### 叙利亚革命最高委员会
叙利亚革命最高委员会，是叙利亚反对派组织，支持推翻阿萨德领导的政府，它用金钱资助当地反对派团体。

### 叙利亚革命委员会
叙利亚革命委员会，40个叙利亚反对派团体在叙利亚内战中建立的叙利亚反对派联盟，2011年8月19日在土耳其伊斯坦布尔成立。

### 自由叙利亚军
自由叙利亚军，叙利亚内战爆发后的准军事部队，主要是叙利亚军队叛逃人员，2011年7月29日，正式形成。利雅得·阿萨德是主要人物。

#### 叙利亚解放军
叙利亚解放军，2012年2月在伊德利卜省成立的反抗巴沙尔·阿萨德的武装组织，这是一个本地化的部队建立的松散联盟，主要是由叙利亚平民组成。

### 叙利亚民主和世俗联盟
叙利亚民主和世俗联盟，叙利亚内战后出现的反政府武装，主要是穆斯林和基督徒、阿拉伯人和库尔德人组成，他们支持推翻巴哈尔·阿萨德政府。该组织呼吁国际社会对叙利亚进行军事干预，像科索沃一样设立禁飞区。它是叙利亚全国委员会的成员，领袖是兰达·卡辛斯。

### 叙利亚民主人民党
叙利亚民主人民党，一个信奉社会主义的关键角色，该党领袖乔治·萨卜拉是一个信奉基督教的人。

## 其他反对派团体

### 争取民主变革力量全国协调委员会
争取民主变革力量全国协调委员会，主席是哈斯罕·阿卜杜勒·阿兹姆，由约13个主要左倾政党和独立政治活动人士组成，其中包括三个库尔德人政党以及在叙利亚国内外活动的年轻活动家。他们都是叙利亚持不同政见者，主要是左派和阿拉伯民族主义者，领导人都是资深异见人士和著名的政治犯，2011年夏天，该组织建立。由于它是温和派，主张对话实现和解，在日益冲突的叙利亚内战，它的影响逐渐降低。
全国民主变革力量民族协调机构是孤立的反对派，没有加盟叙利亚革命委员会、地方协调委员会、叙利亚革命最高委员会。它和叙利亚全国委员会没有达成任何协议，2012年9月23日，它宣布承认自由叙利亚军。

### 叙利亚国家民主委员会
叙利亚国家民主委员会，2011年11月13日，在法国巴黎成立，建立者是巴沙尔·阿萨德的叔叔里法特·阿萨德。里法特·阿萨德希望取代巴沙尔·阿萨德政府，他希望以和平的方法保证国民安全和实现国家过渡。

## 库尔德最高委员会

库尔德最高委员会的旗帜，已经出现在叙利亚东北部。

库尔德最高委员会是由叙利亚库尔德族在7月12日建立的一个管理机构，民主联盟党和库尔德国家委员会签署了合作协议，伊拉克库尔德斯坦总统马苏德·巴尔扎尼在埃尔比勒提供赞助。

### 民主联盟党
民主联盟党成立于2003年，由阿拉伯民族主义者和库尔德民族主义者在叙利亚北部建立。该党与库尔德工人党有关，后者被土耳其、美国、欧盟和北约列为恐怖组织。该党在叙利亚目前没有正式登记为一个政治党派，因为叙利亚宪法在2012年之前不允许任何政治党派建立。

### 库尔德国家委员会
库尔德国家委员会，库尔德国家委员会2011年10月26日成立于伊拉克埃尔比勒，伊拉克库尔德斯坦总统马苏德·巴尔扎尼提供赞助，此前创建了叙利亚全国委员会。该组织最初是由11个叙利亚库尔德党派组成，2012年5月增加到15个。两者之间的分别是一个支持自治和分散居住，一个反对权力下放。

### 人民保衛軍
人民保衛軍是民主聯盟黨的武裝分支，负责在库尔德地区维持秩序和保护居民。

## 议会反对党
该组织本身就是意见不统一的，有的主张改革，有的主张巴沙尔·阿萨德下台，有的主张巴沙尔·阿萨德继续维持统治。

### 变革和解放人民阵线
变革和解放人民阵线，是叙利亚政党组成的联盟，是叙利亚人民议会的政治反对派领袖。联盟领袖格德里·贾米勒，来自全国进步阵线，支持议会选举，欢迎阿里·海达尔领导的民族主义政党加入，2012年，在巴沙尔·阿萨德政府，他们成为了内阁成员。

#### 叙利亚社会民族主义党
叙利亚社会民族主义党，1932年建立的反对法国殖民者的国家解放组织，该党曾经在黎巴嫩政治发挥巨大的影响力，导致了黎巴嫩政变，在1949年和1961年，它被打压。1982年到2000年，它重新活跃，支持叙利亚在黎巴嫩的政治影响力。2005年，它获得认可和合法化，加入了阿拉伯复兴社会党领导的全国进步阵线。现为变革和解放人民阵线成员。

#### 人民意愿党
人民意愿党，格德里·贾米勒是该党的建立者，该党在叙利亚广受欢迎。

## 治理

### 敘利亞臨時政府
2013年3月19日在伊斯坦堡舉行的會議上，全國聯盟成員選舉 加桑·希托為敘利亞 臨時政府敘利亞臨時政府的總理。希托宣布將組成一個由 10至12名部長領導的技術政府，國防部長由敘利亞自由軍選出。敘利亞臨時政府總部設在土耳其。它一直是反對派控制的敘利亞大部分地區的主要民事當局。其地方行政委員會系統負責營運這些地區的學校和醫院等服務，以及阿勒頗自由大學。截至2017年底，它主持了12個省議會和400多個民選地方議會。它還運營著敘利亞和土耳其之間的一個主要過境點，每月估計產生 100 萬美元的收入。它得到歐盟和美國等國際社會的認可。它與一些非自由敘利亞軍反對組織保持外交關係，例如自由沙姆人伊斯蘭運動，但與更極端的沙姆解放組織發生衝突，該組織是伊德利卜最大的武裝組織之一省。

### 敘利亞救國政府
敘利亞救國政府是敘利亞反對派的替代政府，設在伊德利卜省內，由敘利亞大會於2017年9月成立。 國內組織任命哈立德·謝赫·穆罕默德為政府首腦，任命另外11名部長，分別負責內政部、司法部、捐贈部、高等教育部、教育部、衛生部、農業部、經濟部、社會事務和流離失所者部、住房和重建部以及地方行政和服務部部長。謝赫在巴布哈瓦邊境口岸舉行的新聞發布會上還宣布成立四個委員會：監察局、囚犯和失踪事務局、規劃和統計局以及工會聯盟。 敘利亞自由軍 的創始人里亞德·阿薩德 上校被任命為負責軍事事務的副總理。敘利亞救國政府與沙姆解放組織有聯繫，但未得到其他反對派的認可，這與沙姆解放組織有衝突。
兩個相互競爭的反對派民政當局之間存在著尖銳的意識形態分歧：敘利亞臨時政府擁護世俗、溫和的價值觀並定期參與國際和平談判；敘利亞救國政府嚴格解釋伊斯蘭法，並嚴格拒絕與敘利亞復興黨政權進行談判。

### 羅賈瓦
羅賈瓦是敘利亞東北部的一個地區，包括哈塞克省、拉卡省、阿勒頗省和代爾祖爾省的部分地區。 該地區的首府是艾因伊薩，屬於拉卡省的一個城鎮。行政當局由 Siham Qaryo和Farid Atti共同領導。 2014年1月，多個政黨、社會行動者和民間機構宣布成立自治政府，以填補敘利亞庫德地區當時存在的權力真空。 儘管其領土尚未得到任何涉及敘利亞主權國家或任何國際勢力的正式協議的承認或授權，但其在該地區的存在及其行使權力的能力並未受到挑戰。

## 領土控制

敘利亞反對派攻勢的現況（2024年）

各種敘利亞反對派軍閥至少在敘利亞七個省份有一定的存在，但沒有一個省份完全處於該實體的控制之下。部分反對派控制的省份包括：
與敘利亞臨時政府結盟的反對派團體部分控制的省份：
- 拉塔基亞省 – 控制伊德利卜附近的東部地區。
- 伊德利卜省
- 哈馬省 – 對靠近伊德利卜的北部地區進行有限控制。
- 阿勒頗省
- 哈塞克省
- 拉卡省
- 大馬士革省

與敘利亞民主委員會結盟的反對派團體部分控制的省份：
- 哈塞克省
- 拉卡省
- 阿勒頗省
- 代爾祖爾省

### 土耳其控制的領土和敘利亞臨時政府控制的領土
2015年4月，第二次伊德利卜戰役後，敘利亞臨時政府的臨時所在地被提議定為伊德利卜省的伊德利卜。然而，這一舉動遭到了征服沙姆陣線和自由沙姆人伊斯蘭運動領導的征服軍的拒絕，他們共同控制了伊德利卜。 據敘利亞全國聯盟稱，2017年，有404個與反對派結盟的地方議會在叛軍控制的村莊、城鎮和城市開展活動。 2016年，敘利亞臨時政府在土耳其控制區內成立。

### 敘利亞救國政府管轄的領土
敘利亞救國政府將領土擴大到伊德利卜、阿勒頗、哈馬、霍姆斯和敘利亞西北部沿海地區。

### 南方作戰室
南方作戰室控制著與約旦和戈蘭高地接壤的地區。

## 反对派主要人物
- 阿卜杜拉耶·艾迪，叙利亚作家和思想家，起草了《大马士革宣言》。
- 阿米尔·阿卜杜拉哈米德，叙利亚人权领袖，2006年和2008年在美国国会作证，2006年向美国总统呼吁支持叙利亚革命。
- 阿里夫·达里拉，经济学家，《大马士革宣言》起草人之一。
- 伯翰·加利昂，政治学家，叙利亚全国委员会主席。
- 利雅得·阿萨德，叙利亚自由军总指挥。
- 利雅得·赛义夫，国家对话前负责人。
- 利雅得·艾哈迈德·塔克，前共产主义政治家和自由民主党成员。
- 哈伊萨姆·马利赫，叙利亚人权活动家和前法官。
- 安瓦尔·艾哈迈德·布尼，人权律师、民主活动人士和政治囚犯。
- 马赫尔·阿拉厄，叙利亚裔加拿大人权活动家。
- 马罕·哈巴什，政治家和作家。
- 米切尔·基洛，作家和人权活动家。[72][73]
- 卡马尔·艾哈迈德·拉巴马尼，医生和艺术家，反对派领袖人物之一。
- 塔尔·阿玛罗西，政治犯，反对派主要人物之一。
- 亚辛阿勒·哈吉萨利赫，作家和政治家。
- 巴辛玛·科德马尼，叙利亚全国委员会发言人。
- 兰达·卡辛斯，叙利亚民主和世俗联盟领导人。
- 法德玛·索利曼，霍姆斯反对派领导人。
- 拉赞·扎伊多纳，地方协调委员会的负责人。
- 拉赞·哥哈扎维，知名战地博客作者。

## 国际社会支持
反对派得到了许多穆斯林国家、欧美国家的声援和支持，叙利亚当局也受到了国际社会的一些制裁。欧盟决定自2013年6月1日起解除对反对派的武器禁运。2013年6月中旬，美国政府宣布由于巴沙尔政府对反对派使用了包括沙林神经毒剂在内的化学武器，并造成100到150人死亡，这跨越了美国划定的红线，奥巴马已决定将对反对派武装提供军事支持，美国媒体认为美方可能会向反对派提供小型武器和弹药。
2016年7月，國際特赦組織發表報告，指阿勒颇省和伊德利卜省的敘利亞反對派在內戰中犯下綁架、酷刑和任意處死等戰爭罪行，而平民在反對派的統治下面臨持續的「恐怖暴力浪潮」。在反對派武裝團體所控制的地區，武裝分子無法無天，少數族群遭受迫害，一些武裝團體實施嚴厲的伊斯蘭教法，處死通姦者和同性戀者。報告又指有戰俘被反對派處決。受到指控的反對派團體包括努斯拉陣線和自由沙姆人伊斯蘭運動。